# Isole dell'Australia Occidentale
Per la lista di isole dell'Australia Occidentale, vedi le sottopagine:
- Isole dell'Australia Occidentale (0-9 e A-C)
- Isole dell'Australia Occidentale (D-G)
- Isole dell'Australia Occidentale (H-L)
- Isole dell'Australia Occidentale (M-Q)
- Isole dell'Australia Occidentale (R-T)
- Isole dell'Australia Occidentale (U-Z)